# Niveau de vol

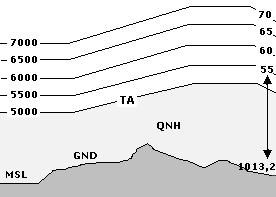
Niveau de vol QNH

Un niveau de vol est en aéronautique une altitude exprimée en centaines de pieds au-dessus de la surface isobare 1 013,25 hPa.
Un niveau de vol est exprimé en centaines de pieds, et précédé du sigle FL (de l'anglais flight level, « niveau de vol »). Ainsi une altitude de 30 000 pieds (9 144 m) avec un calage de 1 013,25 hPa est notée FL 300.

## La référence1 013,25
En altimétrie, une altitude en aviation est calculée à partir d'une différence de pression entre une pression avec laquelle se calibre l'altimètre et la pression statique à l'extérieur de l'avion. Pour mesurer une altitude par rapport à un aérodrome, on entre comme pression de référence la pression au sol sur l'aérodrome, appelée QFE. Pour avoir une altitude par rapport au niveau de la mer, la calibration se fait avec la pression ramenée au niveau de la mer, le QNH.
On pourrait penser que le QNH est la façon la plus simple d'obtenir une altitude en vol. Mais en fait, la pression atmosphérique ramenée au niveau de la mer change dans le temps et suivant les endroits. Il faudrait donc, surtout pour un vol de longue durée, recalibrer constamment l'altimètre avec le QNH local pour avoir une altitude. Il y aurait alors un risque de voir deux avions avec un calage différent être beaucoup plus proches verticalement que les altitudes indiquées sur leurs altimètres ne le laisseraient penser. Pour éviter cela, comme une telle précision n'est pas nécessaire dans un vol, au-dessus d'une certaine altitude, quand la proximité du relief est de moindre importance, tous les pilotes changent leur calage en un calage standard, 1 013,25, qui est la pression au niveau de la mer en atmosphère standard. Il est ainsi garanti que tous les avions au-dessus de cette altitude, appelée altitude de transition (TA), utiliseront la même référence pour calculer leur altitude.

## Utilisation des niveaux de vol

Utilisation des niveaux de vols.

L'utilisation des niveaux de vol obéit généralement à la règle semi-circulaire. Pour aider les aéronefs à se séparer, notamment dans les espaces aériens non contrôlés, les règles d'utilisation sont les suivantes :
- Les vols VFR utilisent les niveaux de vol se terminant par un 5 : FL 45, FL 55, etc.
- Les vols IFR utilisent les niveaux de vol se terminant par un 0 : FL 50, FL 60, etc.

- Jusqu'au niveau de vol 280 et en espace aérien RVSM, les niveaux de vol sont qualifiés de pairs et impairs suivant leur chiffre des dizaines :
  - Pairs : FL 40, FL 45, FL 60, FL 65, FL 80, FL 85, FL 100, FL 105, FL 120, etc.
  - Impairs : FL 50, FL 55, FL 70, FL 75, FL 90, FL 95, FL 110, FL 115, FL 130, etc.

- En espace aérien non RVSM et au-dessus du niveau de vol 410 :
  - pairs : FL 310, FL 350, FL 390, FL 430, FL 470, etc.
  - impairs : FL 330, FL 370, FL 410, FL 450, etc.

- Selon la règlementation internationale les niveaux de vol impairs sont utilisés quand l'aéronef suit une route magnétique entre 0° et 179° et les niveaux de vol pairs sont utilisés quand l'aéronef suit une route magnétique entre 180° et 359°, sauf lorsque les secteurs 090 à 269 degrés et 270 à 089 degrés sont prescrits (cas, en général, des routes ATS de la France métropolitaine) par accord régional de navigation aérienne pour tenir compte de la direction des principaux courants de circulation, et que des procédures appropriées de transition à associer à ces secteurs sont spécifiées. (Règles de l'Air, appendice 3).

Grâce à ces règles, on assure un espacement de 500 pieds entre un IFR et un VFR. On assure 1 000 pieds (304,8 m) entre deux aéronefs en régime de vol identique, mais de direction opposée. (2 000 pieds (609,6 m) au-dessus du FL290 en espace non RVSM et au-dessus du FL410)
Le contrôle aérien peut déroger à la règle semi-circulaire, soit de manière ponctuelle à l'aide d'une clairance, soit de manière systématique. Ainsi, les règles d'utilisation des niveaux de vol sur certaines routes peuvent être définies différemment (par exemple la route peut être paire dans un pays et impaire dans un pays voisin). La règle semi-circulaire doit être considérée comme un guide, non comme une règle fixe et absolue. Cependant, le respect de cette règle augmente grandement la sécurité et il est fortement conseillé de la suivre chaque fois que cela est possible.
Cette règle s'applique pour les vols d'altitude égale ou supérieure à 3 000 pieds (914,4 m) ASFC ou à l'altitude de transition si celle-ci est définie dans un espace aérien donné.
L'ancienne réglementation introduisait la notion de « surface S » qui correspond à l'altitude la plus élevée entre 3 000 pieds (914,4 m) AMSL ou 1 000 pieds (304,8 m) ASFC. La surface S est toujours utilisée afin de définir les conditions météo nécessaires à un vol VFR, dites conditions VMC.

### Utilisation des niveaux de vol dans les cartes météorologiques

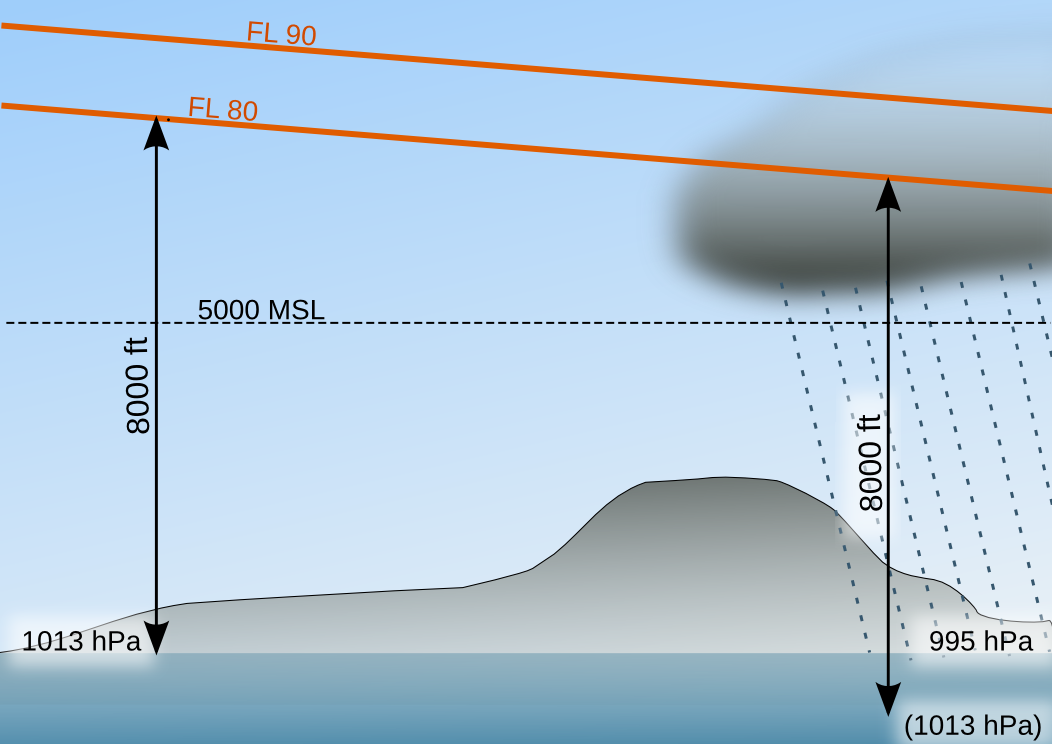
Niveau de vol en fonction des conditions atmosphériques.

Des cartes météorologiques sont souvent publiées avec des courbes de niveau utilisant la notation internationale d'origine anglaise FL. Elles mettent en garde des obstacles qui peuvent être rencontrés par un pilote à une certaine altitude à la verticale d'un lieu, à une date donnée.
- Il en est ainsi des cartes de concentration des cendres de volcan quand ils sont en éruption. Elles peuvent être publiées avec une trace du périmètre où se trouve à une heure donnée le nuage entre deux niveaux de vol[1] ou, plus informative, donner la concentration du nuage en ces mêmes lieux. En effet, en raison des précipitations météorologiques, la concentration décroît. Durant l'éruption de l'Eyjafjöll en 2010, l'évolution de la concentration des cendres du volcan islandais en fonction de différents niveaux de vol FL000 à FL200, puis FL200 à FL350 et enfin de FL350 à FL550 a été suivie en mai 2010 par des météorologues[2], tout comme en mai 2011 avec celle du Grímsvötn[3].